# Viroinval
Viroinval (wa. Virwinvå) – miejscowość i gmina w Belgii, w Regionie Walońskim, w prowincji Namur, w okręgu Philippeville. 1 stycznia 2024 roku liczyła 5649 mieszkańców.

## Podział administracyjny
W skład gminy wchodzi osiem dzielnic (section):
- Dourbes
- Le Mesnil
- Mazée
- Nismes
- Oignies-en-Thiérache
- Olloy-sur-Viroin
- Treignes
- Vierves-sur-Viroin